# 消耗品
消耗品（しょうもうひん）とは、道具の内でも、一回の使用で状態変化を起こすか、使用に際して摩滅（すりへってやがて無くなること：→摩耗）するためにやがては消耗して無くなったり使用できない状態に変化する物品（工業製品など）のことである。

## 概要
消耗品は、使用することで別の状態に変化してしまうためにやがてはその機能を失うか、その物品の形そのものが無くなってしまう物である。工業製品のうちでは、使い捨てという概念もあるが、使い捨ては製品カテゴリのうちで所定の使用後の後に廃棄されるのに対して、消耗品がその製品カテゴリ全体で共通してやがては捨てられるか無くなるかといった物品であるという違いもある。ただし使い捨て製品全般は、消耗品の範疇である。
消耗品はえてして、目に見えて磨耗する道具を指す傾向があり、たとえば鉛筆や消しゴムは使用するほどに消費され、やがては鉛筆なら書き記した文字や図画と削り屑とちびて持てなくなった鉛筆に、消しゴムなら消しゴムのカスという鉛筆の芯粉末が練り込まれた細かい断片へと変化する。
また工学においては多数の部品からなる機械を構成している機械要素のうち、機械の動作に伴って磨耗することを前提とした部品が消耗品である。たとえば自動車を構成する機能のうちブレーキの機能をつかさどる機構に組み込まれたブレーキパッドは、使用するごとに僅かずつではあるが摩滅して行き、やがてはパッド部分が完全に削れてその機能を失う。たいていはそうなる前に部品交換で新しいブレーキパッドに交換される。なお、自動車にはこのほかにもエンジンオイル、タイヤ、電球、オイルシールなど、通常の使用でもやがては使用に適さない状態に変化していく消耗品が数多くある。なおこういった消耗品的な性質を持つ機械要素を指して消耗部品とも呼ぶ。
しかし単に消費される物品を指して余り消耗品とはいわない。たとえば食品は食べてしまえばなくなる（厳密には消化され食べた者のエネルギーや血肉になる）が、消耗品とはみなされない。消耗品は消費の過程で磨耗しながらその機能を発揮するものである。その意味では、ろうそくは燃焼という形で消費されながら、照明という用を足す消耗品である。

### 他の概念との関係
消耗品は、人間の生活において様々なところで利用されている。こと日常生活のような標準的な生活において絶えず使用されている物品を指して日用品というが、この日用品のうちにも消耗品が多々含まれる。これら消耗品は、それを利用する人々の生活を購う物資であるが、同時に道具としての側面があり、道具として使用することで消耗し、やがては同じ機能を持つ新品に置き換えられるものである。ただし生活家電のような「ある程度長い期間を通して利用されやがては（故障や買い替えなど諸般の事情で）新しいものに置き換えられる道具」を指して余り消耗品とはいわない。その一方で電灯のうち発光部分である電球や蛍光灯のような、使用に際して劣化（衰えていくこと）していき、やがては断線など使用不能な状態に変化して交換される部分は消耗品である。
いわゆるサプライ（英：supply）は、こういった消耗品を含む物資を供給（→需要と供給）することである。たとえば事務では書類の作成や各種事務的処理において、筆記用具から事務機器の部品など様々な消耗品が利用される。また事務用消耗品を供給する業態として「オフィスサプライ」とも呼ばれる事業形態も存在する。こういった業態は事務機器メーカーから中小の専門業者にいたるまで様々な業者がおり、さらにはOA化といった時代の変化（社会の情報化）にも関連して、コンピュータメーカーが事務で使用されるコンピュータのプリンターが使用・消費するインクから、絶え間なく操作されやがては磨耗して破損するキーボードやマウスといった入力機器部品を供給しており、前述のオフィスサプライ業者のうちでも、それに特化した企業もみられる。

## 消耗品とビジネスモデル
使用に際して専用の消耗品が必要となる機器、例えば剃刀と替刃、インクジェットプリンターとインクカートリッジ、ネスカフェ バリスタとコーヒーカートリッジのようなものの販売にあたって、「本体を安価に提供することで、継続して購入される消耗品の方から利益を得る」というビジネスモデルが存在する。